# 浙江昆剧团
浙江昆剧团是一个昆曲表演团体，现位于浙江省杭州市上塘路118号。
昆剧表演艺术家周传瑛、朱国樑、王传淞、张娴等在原有民间戏班国风苏昆剧团的基础上在1955年组建了浙江昆剧团。这也是中国第一家官方组建的昆剧表演团体。
1956年浙江昆剧团重新推出了传统剧目《十五贯》，轰动全国，昆曲亦被时任国务院总理的周恩来赞为艺术百花园中的“兰花”，《人民日报》发表社论认为“一出戏救活一个剧种”。在浙江昆剧团的带动下，全国的昆剧事业得到了极大的发展。1982年，浙江昆剧团被文化部授予“继承革新奖”，1986年又被浙江省政府嘉奖。
1990年代后，随着戏曲市场的低迷，浙江昆剧团和浙江京剧团为共同发展的需要，于1994年联合成立了浙江京昆艺术剧院，但仍保持各自的剧团组成。

## 优秀剧目
- 《十五贯》、《西园记》、《风筝误》、《长生殿》
- 《浮沉记》、《拾画叫画》、《题曲》、《界牌关》

## 演员
有“传、世、盛、秀”四代演员，现在为第五代“万”字辈
汪世瑜、张世铮、沈世华、王世瑶、王奉梅、林为林、張志紅

## 外部連結
- 官方网站